# Farkas Ádám (közgazdász)
Farkas Ádám (Budapest, 1968. március 7. –) magyar közgazdász. Oktat a Corvinus Egyetemen, az Államigazgatási Egyetemen és a Nemzetközi Bankárképző Központban. 2009. június 29-étől 2010. június 30-áig a PSZÁF Felügyeleti Tanácsának elnöke volt.

## Életpályája
1982 és 1986 között a Fazekas Mihály Fővárosi Gyakorló Általános Iskola és Gimnáziumban tanult ahol Thiry Imréné volt az osztályfőnöke. 1991-ben a Budapesti Közgazdaságtudományi Egyetemen  végzett, 1995-ben ugyanitt doktorált. Pályájának kezdetén az Európai Újjáépítési és Fejlesztési Bank (EBRD) pénzügyi tanácsadója volt. 1997 és 2001 között a Magyar Nemzeti Bank ügyvezető igazgatója volt és az igazgatóság tagja Surányi György MNB-elnöksége idején (amikor Járai Zsigmond lett az elnök, távozott a banktól). 1999 és 2001 között az MNB tulajdonában álló központi elszámolóház, a Keler igazgatóságának alelnöke volt, ugyanakkor a Tőzsdetanács tagja is. 2001-ben követte Surányi Györgyöt a CIB Bankhoz. Először ügyvezető igazgató lett, majd 2002 és 2005 között Karvalits Ferenccel együtt társvezérigazgatók. 2006 és 2009 között a magyarországi Allianz Bank vezérigazgatója. 2005-től PSZÁF-elnöki kinevezéséig a Magyar Telekom felügyelő bizottságának tagja. Egyike volt azoknak a közgazdászoknak, akiknek a neve szóba került, mint Járai Zsigmond elnök utódja az MNB elnöki székében 2007 márciusától. A pozíciót végül Simor András nyerte el. 2009. június 29-étől 2010. június 30-áig a PSZÁF Felügyeleti Tanácsának elnöke volt. Kinevezésére azután került sor, hogy a gazdasági világválság kirobbanása után sok kritika érte a Felügyeletet. Vezetése alatt jelentős szervezeti és hatásköri változások történtek. A 2010-es országgyűlési választásokat követően az új Parlament nagy többséggel elfogadta a PSZÁF éves beszámolóját. Ezután benyújtotta lemondását, átadva helyét a kormánypártok jelöltjének, Szász Károlynak. 2011 márciusában az Európai Bankfelügyeleti Hatóság (EBA) főigazgatójának választották.